# هشت‌ضلعی (فیلم ۱۹۸۰)
اوکتاگون یا هشت ضلعی (به انگلیسی: The Octagon) یک فیلم رزمی و اکشن آمریکایی محصول سال ۱۹۸۰ به کارگردانی اریک کارسون با بازی چاک نوریس، کارن کارلسون و لی وان کلیف است.
این فیلم در لس آنجلس، کالیفرنیا فیلمبرداری شد و در ۲۲ اوت ۱۹۸۰ در لس آنجلس منتشر شد.

## بازیگران[۸]
| بازیگر            | نقش                  |
| ----------------- | -------------------- |
| چاک نوریس         | اسکات جیمز           |
| کارن کارلسون      | جاستین ونتورث        |
| لی وان کلیف       | مک کارن              |
| تداشی یاماشیتا    | سیکورا               |
| کارول باگداساریان |                      |
| ریچارد نورتون     |                      |
| آرت هیندل         |                      |
| کیم لنکفورد       | نانسی                |
| کورت گریسون       |                      |
| یوکی شیمودا       | کاتسوموتو            |
| جک کارتر          | شارکی                |
| ارنی هادسون       | کوینین               |
| لری دی. مان       | تیبور                |
| آرون نوریس        | [ ۱۱ ]               |
| جان فوجیوکا       | ایساوا معلم          |
| مایکل نوریس       | اسکات در هجده سالگی  |
| برایان توشی       | سیکورا در هجده سالگی |

## اکران فیلم
فیلم اوکتاگون در ۲۲ اوت ۱۹۸۰ در لس آنجلس اکران شد.